# Nospitz
Nospitz är en bergstopp i Liechtenstein. Den ligger i den sydöstra delen av landet, 8 km sydost om huvudstaden Vaduz. Toppen på Nospitz är 2 091 meter över havet, eller 80 meter över den omgivande terrängen. Bredden vid basen är 0,61 km. Nospitz ingår i Rhätikon.